# Baszta Kowalska

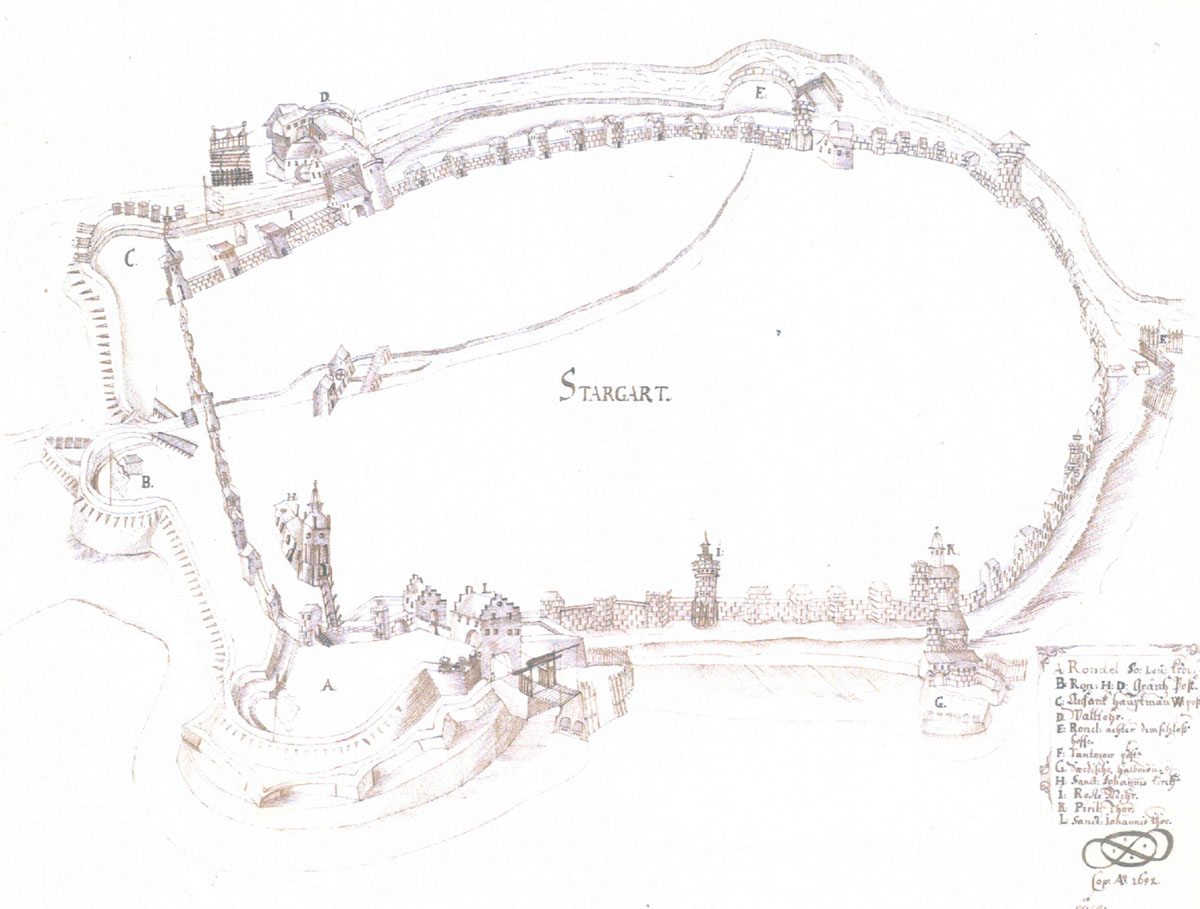
Plan obwarowań Stargardu z 1692, baszta kowalska znajduje się przy bramie Wałowej (D)

Baszta Kowalska – nieistniejąca baszta w ciągu murów obronnych w Stargardzie.
Została wzniesiona na przełomie XV i XVI wieku nad korytem rzeki Iny, na południe od bramy Wałowej. Miała ona budowę cylindryczną wzniesioną na okrągłej, kamiennej podstawie. Baszta mierzyła ok. 13 m. Zwieńczona była stożkowym hełmem otoczonym krenelażem.
Została rozebrana w 1871 podczas likwidacji i wyrównywania obwarowań miejskich.
Nawiązywała formą do baszty Jeńców – stąd też ta obecnie zwana jest także basztą Kowalską.